# Diogo Dias
Pour les articles homonymes, voir Dias.
Diogo Dias, probablement né avant 1450 et mort après 1500, est un navigateur et découvreur portugais.

## Biographie
Diogo Dias est mentionné en août 1487 comme le capitaine d'un vaisseau d'approvisionnement avec son frère Bartolomeu Dias qui part vers le cap de Bonne-Espérance. Le pilote de ce vaisseau est João de Santiago, qui avait précédemment accompagné Diogo Cão dans son voyage au fleuve Congo.
Diogo Dias participa à la découverte du chemin maritime du Portugal à l'Inde en tant que chroniqueur et écrivain sur le vaisseau de Vasco de Gama. Responsable des comptoirs de commerce portugais à Calcutta récemment créés, il fut fait prisonnier par les autorités locales et parvint à s'enfuir. Il participa ensuite à l'expédition de Pedro Álvares Cabral vers l'Inde et faisait partie de l'équipe qui accosta en avril 1500 au Brésil actuel. La lettre au roi Manuel sur la découverte du Brésil le décrit comme « un homme gracieux et charmant », et ayant la charge d'almoxarife de Sacavém. La lettre décrit comment, le dimanche 26 avril 1500, il amena un joueur de cornemuse de son équipage sur le rivage où se trouvaient les natifs, et il dança avec eux en leur tenant la main, ce qui les étonna et les mit de bonne humeur.
En raison d'une forte tempête, son vaisseau est séparé de la flotte de Pedro Alvarez Cabral en mai 1500 au niveau du cap de Bonne-Espérance. Son bateau explore ensuite les eaux de l'océan Indien à l'entrée de la mer Rouge.
Plus tard, il a peut-être été le premier Européen à découvrir, autour de juillet 1500, les îles de La Réunion et Maurice, toutes deux à l'est de Madagascar. Le 10 août 1500, il est le premier Européen à apercevoir Madagascar, qu'il appelle l'île São Lourenço. Après cela, il retourne au Portugal en contournant le Mozambique, sur la côte est de l'Afrique. Au large de Cap-Vert, il tombe par hasard sur les quatre bateaux de la précédente expédition indienne de Pedro Álvares Cabral, qui est comme lui sur le retour. La date exacte et le lieu de sa mort sont inconnus. 